# KQ Большого Пса
KQ Большого Пса (лат. KQ Canis Majoris), HD 49484 — двойная звезда в созвездии Большого Пса на расстоянии (вычисленном из значения параллакса) приблизительно 1259 световых лет (около 386 парсеков) от Солнца. Видимая звёздная величина звезды — от +8,29m до +8,24m.

## Характеристики
Первый компонент — белая вращающаяся переменная звезда типа Альфы² Гончих Псов (ACV) спектрального класса Ap(Si).